# Castelo de Rebollet
O Castelo de Rebollet localiza-se no município de La Font d'En Carròs, na província de Valência, comunidade autónoma da Comunidade Valenciana, na Espanha.

## História
Remonta a uma fortificação muçulmana.
No contexto da Reconquista cristã da região, foi tomado pelas forças de Jaime I de Aragão e doado, em 1240, ao cavaleiro de origem germânica, Francesc Carròs.